# مانسانيلو
مانسانيلو (بالإسبانية: Manzanillo)‏ هي قرية في بلد الوليد، قشتالة وليون، إسبانيا. تغطي البلدية مساحة 18.8 كيلومتر مربع (7.3 ميل مربع) واعتبارًا من عام 2011 كان عدد سكانها 67 شخصًا.